# Ambrosio de Morales

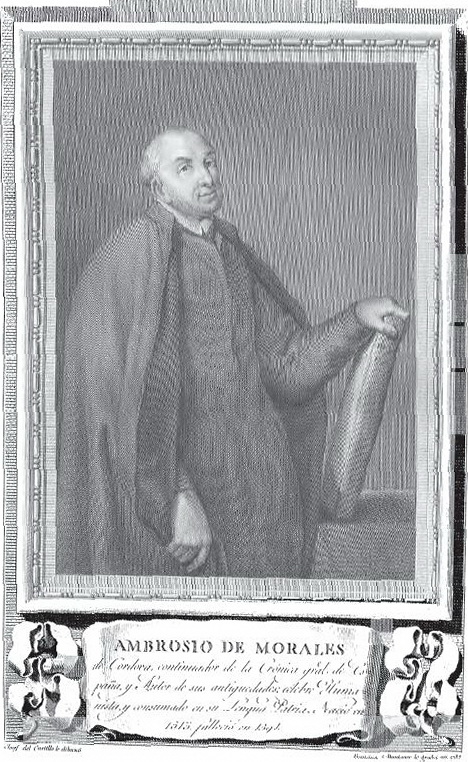
Retrat.

Ambrosio de Morales (Còrdova, 1513 - 21 de setembre de 1591) fou un eclesiàstic, humanista i historiador espanyol.

## Biografia

### Joventut i estudis
De família noble, fill d'Antonio de Morales, metge i catedràtic de Filosofia Moral i Metafísica de la Universitat d'Alcalá de Henares, i de Mencia de Oliva, de menut es trasllada amb la seva família a Montilla, i als pocs anys torna a Còrdova, on inicia els seus estudis de Gramàtica amb el clergue Alejo Montesino, tenint onze anys.
Al voltant de 1525 acompanya al seu oncle Fernán Pérez de Oliva a Salamanca, on es matricula en la secció de Nobles de la Universitat.
Completats els seus estudis, decideix professar en l'Orde de Sant Jeroni i es trasllada al monestir de Valparaiso, a la Sierra Morena, prop de Còrdova. El 28 de juny de 1532 es posa l'hàbit de l'orde, el 6 de juny de 1533 deixa la tercera part de l'herència que li atorga el seu oncle Fernán Pérez de Oliva, que havia mort eixe any, al monestir, i el 29 de juny, després d'un any de noviciat, entra a l'orde. Dos anys després, en un acte de fervor religiós, es castra, actuant en contra dels preceptes religiosos, i és apartat del monestir i de l'Orde.
Una vegada curat, surt cap a Madrid on aconsegueix l'ajut d'alguns nobles per ésser ordenat prevere, oblidant l'errada anterior, i sense molta dilació, entra en el sacerdoci. Posteriorment, entre 1543 i 1546, es trasllada a Alcalá de Henares, per completar els seus estudis.

### Catedràtic i historiador
Acabats els seus estudis en Alcalá de Henares, aconsegueix la càtedra de Retòrica en la mateixa Universitat, ofici que compagina amb classes particulars per a fills de personatges principals, en la seva residència privada. Entre els seus deixebles, destaquen per la seva trajectòria posterior, Juan de Austria i Bernardo de Sandoval y Rojas. Més tard és nomenat rector del Reial Col·legi de Sant Felip i Sant Jaume, en la mateixa Alcalá de Henares.
En els inicis de la seva estada a Alcalá de Henares comença a escriure la seva obra Memoria sanctorum.... En 1546, mort el catedràtic Juan de Medina, es publica un llibre d'homenatge, i Ambrosio de Morales participa amb un Epidecio laudatorio latino; en 1550, escriu un sonet introductori encomiàstic, inclòs en el llibre Buen placer trobados en trece discantes en quarta rima castellana según imitación de trobas francesas, de Juan Hurtado de Mendoza; i en 1552 treballava en una obra titulada Conquista de Tierra Santa, que no arribà a concloure mai.
En 1563 demana a les Corts i li és concedit el títol de cronista del regne sense cap salari, i les corts li encomanen l'acabament i publicació de les cròniques d'Espanya. En 1564 escriu defensant l'obra Anales de la Corona de Aragón de Jerónimo Zurita, front els atacs de Diego de Santa Cruz.
Mantingué amistat i correspondència amb nombrosos erudits peninsulars: l'historiador Jerónimo Zurita, el numismàtic Felipe de Guevara, el matemàtic Pedro de Esquivel, l'historiador Florian de Ocampo, el llatinista i historiador portugués Andrés Resende, l'historiador Antoni Agustí i Albanell, i l'humanista i escriptor poliglota Benito Arias Montano, entre d'altres.
En 1570, el rei Felip II, assabentat de la mort del cronista reial Juan Páez de Castro, envia a Ambrosio de Morales per a inventariar la seva biblioteca, agafar tots els documents relatius a la crònica d'Espanya que estava escrivint, i adquirir els llibres que pogueren servir per a la biblioteca de l'Escorial. En el mateix any Morales ja estava escrivint l'onzè llibre de la Crónica General de España, en 1571 prepara un informe sobre el còdex Albendense i una narració històrica sobre la victòria naval de Lepanto, i en 1572 treballava en Las antigüedades de las ciudades de España.
Felip II, per cèdula de 18 de maig de 1572, el comissiona per recórrer les esglésies i monestirs de Lleó, Galícia i Astúries i estudiar els sants i les seves relíquies, els sepulcres reials amb les dotacions per a oficis religiosos que mantenen, i els llibres antics que posseeixen. Realitzat el viatge i escrita la relació, és entregada el 20 de novembre de 1573 a l'administració reial, on queda inèdita fins que Enrique Florez l'edita en 1765. Durant el viatge o un poc abans, reb del bisbe de Plasència, Pedro Ponce de León, un exemplar amb les obres de sant Eulogi de Còrdova, realitza la seva edició, amb escolis i notes, inclou un treball seu, De Cordubae urbis origine situ et antiquitate, i s'encarrega de la publicació, que es produeix el mes de març de 1574.

### Els darrers anys
L'1 de desembre de 1577 l'arquebisbe de Toledo, el cardenal Gaspar de Quiroga, el nomena Vicari i administrador dels hospitals del Puente del Arzobispo, càrrec que ocupa durant quatre anys.
Poc després de renunciar al vicariat per motius de salut, es trasllada a Còrdova, on ja estava el mes de març de 1582. Allí enllesteix la publicació de les obres del seu oncle Fernán Pérez de Oliva, acabant en aquest any la dedicatòria; el 21 de març de 1583 finalitza la tercera i darrera part de la Crónica General de España; i l'any 1584 escriu el Discurso sobre el linaje de Santo Domingo de Guzmán. Malalt com estava, en 1584 demana ingressar a l'Hospital de Sant Sebastià,
En 1588 eregeix un monument en una plaça de Còrdova, en el lloc on segon la tradició, van morir martiritzats molts cristians a mans dels musulmans.
Mor el 21 de setembre de 1591 a l'Hospital de Sant Sebastià de Còrdova, i fou soterrat a l'església del monestir dominicà dels Sants Màrtirs Aciscle i Victòria.

## Obra
- Las antigüedades de las ciudades de España. Amb pròleg, un discurs general sobre La manera que puede aver y yo he seguido, para averiguar los sitios y nombres que tuvieron las ciudades antiguas de España en tiempo de los romanos, l'estudi anomenat El nombre de España y su descripción ... i, las Antigüedades ....[31][32]
- Crónica general de España. Continuació de l'obra escrita per Florián de Ocampo, en tres volums:[33]

I. Amb un pròleg, un estudi intitulat La orden de la República Romana, con la manera de su gobernación y nombres y cargos de sus oficios así en paz como en guerra y en servicio de su religión, i cinc llibres que inclouen la història romana peninsular, del llibre sisè al desè de l'obra general.
II. Amb dos estudis preliminars, De la mucha diversidad que ay en las maneras de contar los años, y las difficultades que desto proceden: y la orden que en esto, por lo que resta desta historia se tendrà i De los libros antiguos y algunas otras ayudas que tuve, para escrevir mucho de lo de aquí adelante, i dos llibres, l'onzè i el dotzè de l'obra general, incloent l'època visigòtica peninsular.
III. Amb pròleg i cinc llibres que inclouen l'època de reconquesta fins Beremund III, del tretzè al dissetè de l'obra general.
- De Cordubae urbis origine situ et antiquitate (1574).[37]
- Discurso de la verdadera descendencia del glorioso doctor Santo Domingo y como tuvo su origen de la ilustrísima casa de Guzmán (1584).[38]
- Memoria sanctorum qui orti sunt in in Hispania vel alibi nati eorum corpora in eadem Provincia seu Regione fæliciter requiescunt....[39][14][40]
- Opúsculos. Tres volums de temàtica diversa, en castellà i llatí, inèdits o publicats abans, compilats i editats per Francisco Valerio Cifuentes, el primer i el tercer, i per Juan Antonio Fernández, el segón.[41]

Primer volum:
‣ La vida ... de los gloriosos niños Mártires san Justo y Pastor ... (1568).
‣ La vida de la Condesa Matilde de Canosa, sacada de los mejores originales de aquellos tiempos (1588).
‣ Apología por los Anales de Gerónimo de Zurita, contra la censura de D. Diego de Santa Cruz, con la respuesta de Don Felipe de Guevara, a lo que el arcediano de Ronda opuso a los mismos Anales de Zurita, sobre la nobleza de la Casa de Austria.
‣ Apología por la legitimidad de los Privilegios de la Santa iglesia de Santiago de Galicia, concedidos por los reyes de Castilla y de León, que en ella se expresan (1588).
‣ Información de derecho, por averiguacion de historia, en el punto de si hizo el voto y dio el Privilegio a la santa Iglesia de Santiago el rey don Ramiro el I, o el II.
Segón volum:
‣ Noticias históricas sacadas del Archivo de Uclés, de sus sepulcros y calenda y del testamento del infante don Enrique, con un cronicón hasta ahora no publicado.
‣ Discurso sobre las antigüedades de Castilla en especial qué quiere decir Rico-home de pendón y de caldera, con otras antigüedades de diferencias de estados, que ha habido en ella.
‣ Los quince discursos de Ambrosio de Morales impresos al fin de las obras de su tío Fernán Pérez de Oliva.
‣ Cartas de Ambrosio de Morales y de otros españoles existentes en varios manuscritos de la Biblioteca Vaticana y recogidas por por la diligencia del señor D. Francisco Cerdá y Rico ....
‣ De festo translationis Sancti Jacovi Apostoli per universam Hispaniam celebrando ....
‣ In divum Ermenegildum regem martyrem. Hymnus (1576). Himne en hexàmetres.
Tercer volum:
‣ Catholica temporum.
‣ Historiographi famosiores cum Veteres tum Novi, Graeci et Latini atque Hispani.
‣ Excerpta Historica ex operibus Samsonis Abbatis Cordubensis, etiam et Eterii ac Beati: habitis in pervetusto codice Sanctae Toletanae Ecclesiae litteris gothicis in membranis descripto.
‣ Excerpta histórica ex binis Conciliorum Codicibus antiquissimis, in Bibliotheca Toletana asservatis.
‣ Excerpta insignia ex codice Conciliorum Escurialensis Bibliothecae, qui Vigilanus seu Albendensis appellatur, deque ejusdem codicis dignitate Indicium: necnon et ex alio ejusdem Bibliothecae conciliorum Codice pervetusto, qui Æmilianensis dicitur (1571).
‣ Ambrosii Moralis judicium de hoc grandiosi manuscripto Sacrorum Conciliorum volumine, quo regii hujus cœnobii divi Laurentii Bibliotheca insignitur.
‣ Sancti Valerii Abbatis opera ex Carracedensi Codice Gothico, prout in Bibliothecae Escurialensis exemplo habentur, cum adjectis Ambrosii Morales notulis: nunc denuo cum editis ejusdem B. Valerii Operibus recognita, atque cum codice gothico praefatae R. Bibliothecae Escurial. in quo S. Echeriae vita habetur, et ipsa cum eo collata, adjecta ad oram varia ipsius codicis lectione.
‣ Ambrosii Moralis, mandatum procuratorum nomine Caroli Hispaniarum Principis, super virtutibus & miraculis S. Didaci Complutensis, & manu auctoris propria scriptum.
‣ Vita B. Didaci Complutensis.
‣ Officium recitandum in festo B. Didaci Complutensis, alias de S. Nicolao, conffesoris non Pontificis.
‣ Descriptio belli nautici, et expugnatio Lepanti per D. Joannem de Austria (1571).
‣ Cartas de Albar Gómez de Castro a Ambrosio de Morales en el año 1570, sacadas del Archivo de Don Luis de Salazar y Castro.
- Prisión del Arzobispo de Toledo D. Fray Bartolomé Carranza (1559).[51]
- Relación del viage que Ambrosio de Morales, cronista de Su Magestad, hizo por su mandado, el año de 1572 en Galicia y Asturias.[24]